# Ai Se Eu Te Pego! - A Festa
Ai Se Eu Te Pego! - A Festa é a segunda turnê do cantor Michel Teló e a primeira turnê mundial, sucedendo a sua primeira turnê Fugidinha Tour que de acordo com a Revista Forbes a turnê foi vista por 17 milhões de pessoas, e arrecadou cerca de 18 milhões de dólares em 2011.
A turnê já tem 68 apresentações e passou pelas América do Sul, América do Norte e Europa. durante a turnê, Teló se apresentou em diversos festivais musicais; do francês Festival de Cannes, do brasileiro Pop Music Festival e do suíço Festival Foire.

## Festivais musicais
Entre a turnê Michel participou de vários festivais musicais dentre eles no Verão Show Guarujá com a cantora Ivete Sangalo para um público de doze mil pessoas. No dia 26 de janeiro participou de um festival exclusivo para a gravação de um dvd da banda Raça Negra juntamente com Belo, Alexandre Pires e Amado Batista. O show aconteceu no Atlanta Music Hall e dará origem ao próximo DVD do grupo, que será lançado ainda em 2012. Durante o Carnaval de Salvador no dia 17 de fevereiro Michel cantou em três trios elétricos com as banda Exaltasamba e os cantores Tuca Fernandes e Ivete Sangalo. O cantor foi contratado pela empresa Red Bull para ser o ato de abertura  em 10 de março, em Salzburgo, na Áustria, e se apresentou antes da partida entre Red Bull Salzburg e SK Rapid Viena para um público de vinte mil pessoas. Em Abril foi anunciado que Teló, assim como a artista americana Jennifer Lopez, estaria presente no Pop Music Festival que acontecerá em Junho, no Rio de Janeiro e em São Paulo.

## Antecedentes
Em 2 de dezembro Michel disse em entrevista ao G1 que seu irmão e empresário Teófilo está nos Estados Unidos acertando uma turnê por lá. Disse também que está planejando gravar uma versão em inglês de seu sucesso Ai Se Eu Te Pego. Em 12 de dezembro de 2011 Michel revelou a Quem que está recebendo convites para tocar em Portugal, Itália, Suíça, Inglaterra e Espanha. Depois confirmou que está com turnê agendada na Europa, com 12 shows em sete países.
| “ | “Começo a turnê internacional depois do carnaval. Na quinta-feira de cinzas pego um voo para Portugal, faço show lá. Domingo vou para Londres tocar. Segunda fico por lá fazendo divulgação e também vou conhecer um pouquinho. Terça vou para a Espanha e fico por lá até quarta. Quinta e sexta vou para as Ilhas Canárias, no domingo, toco em Madri, e na semana seguinte devo tocar na Suíça, Alemanha e Itália. Devo ficar três semanas por lá ao todo.” | ” |

## Controvérsias
De acordo com o colunista Ancelmo Gois, do jornal Diário de S. Paulo, o cantor Michel Teló ofereceu R$ 350 mil reais aos organizadores do "Abaeté Folia", que acontece em Minas Gerais, para cancelar sua participação. Segundo consta, ele havia assinado o contrato com o evento há quatro meses, antes de se tornar um fenômeno mundial, e o cachê pago a ele foi de R$ 50 mil. A publicação diz que não houve cancelamento e que ele se apresentará na festa. O show que aconteceria em Montes Claros no dia 8 de abril foi cancelado após tempestade ter derrubado um palco.

## Público
O show no Verão show Guarujá com a cantora Ivete Sangalo teve um público em cerca de doze mil pessoas. O show em Formosa teve o maior público da turnê até o momento, estimado em cerca de setenta mil pessoas. Segundo os jornais e sites argentinos, o tráfego de carros na estrada que liga a cidade vizinha foi impactante algumas horas antes do show. Milhares e milhares de jovens e adolescentes ocupavam os carros, muitas vezes parados por causa do trânsito, ouvindo as músicas do artista, um dia antes Michel recebeu single de platina séptuplo, pelas vendas significativas do hit “Ai Se Eu Te Pego. Em fevereiro cartazes para a divulgação foram colados nas cidades onde ele iria se apresentar. Os ingressos vendidos para os dois primeiros shows na Europa realizados em Portugal foram todos vendidos antecipadamente.

## Shows de abertura
- Trio Ternura[18]
- Bruninho e Davi (Juiz de Fora)
- Dj Nagib e Marcos Eron (Miami)[19]

## Lista de músicas
1. Ei, Psiu! Beijo Me Liga
2. Fugidinha
3. Humilde Residência
4. 60 dias Apaixonado
5. Boate Azul
6. Se Intrometeu
7. Eu Te Amo e Open Bar
8. Amanhã Sei Lá
9. Larga de Bobeira
10. Ponto Certo
11. Balada Sertaneja
12. Me Odeie
13. Saudade da Minha Terra
14. Dominou Geral
15. É Mara
16. Desce do Muro
17. Vamo Mexê
18. Azul Da Cor Do Mar
19. Bons Momentos
20. I Gotta Feeling
21. Ai Se Eu Te Pego

1. Someone Like You (Cover de Adele)
2. Fugidinha
3. Humilde Residência
4. Eu Te Amo e Open Bar
5. I Gotta Feeling (Cover de The Black Eyed Peas)
6. Solamente Tú (Cover de Pablo Alborán)
7. Se Intrometeu
8. Pererê (Cover de Ivete Sangalo)
9. Amanhã Sei Lá
10. Larga de Bobeira
11. Corazón Partío (Cover de Alejandro Sanz)
12. Balada Sertaneja
13. Me Odeie
14. Saudade da Minha Terra
15. I'm Yours (Cover de Jason Mraz)
16. É Mara
17. Desce do Muro
18. Vamo Mexê
19. Azul Da Cor Do Mar (Cover de Tim Maia)
20. Bons Momentos (Cover de Tim Maia)
21. Ai Se Eu Te Pego

## Datas
| Data                       | Cidade                   | País           | Local                                           |
| -------------------------- | ------------------------ | -------------- | ----------------------------------------------- |
| América do Sul             |                          |                |                                                 |
| 1 de janeiro de 2012       | Espírito Santo           | Brasil         | Festival de Verão de Guarapari                  |
| 6 de janeiro de 2012       | Santa Catarina           | Brasil         | Centro De Eventos Petry                         |
| 7 de janeiro de 2012       | Caraguatatuba            | Brasil         | Praça de Eventos                                |
| 13 de janeiro de 2012      | São Vicente              | Brasil         | Praia do Itararé                                |
| 14 de janeiro de 2012      | Caldas Novas             | Brasil         | Verão Sertanejo                                 |
| 20 de janeiro de 2012      | Fortaleza                | Brasil         | Kangalha                                        |
| 21 de janeiro de 2012      | São Luís                 | Brasil         | Cais da Alegria                                 |
| 22 de janeiro de 2012      | João Pessoa              | Brasil         | Michel Teló Live                                |
| 26 de janeiro de 2012      | Buri                     | Brasil         | Michel Teló Live                                |
| 27 de janeiro de 2012      | Rio de Janeiro           | Brasil         |                                                 |
| 28 de janeiro de 2012      | Apucarana                | Brasil         | Michel Teló Live                                |
| 3 de fevereiro de 2012     | Rio Grande do Sul        | Brasil         | Xangri-lá                                       |
| 4 de fevereiro de 2012     | San Bernardino           | Paraguai       | La Fiesta del Verano                            |
| 5 de fevereiro de 2012     | Formosa                  | Argentina      | Michel Teló Live                                |
| 7 de fevereiro de 2012     | Rio de Janeiro           | Brasil         | "Barra Music"                                   |
| 9 de fevereiro de 2012     | Santa Catarina           | Brasil         | 17.ª Festa nacional do marisco                  |
| 10 de fevereiro de 2012    | Rio Grande do Sul        | Brasil         | Estádio de São Luís                             |
| 11 de fevereiro de 2011    | Rio Grande do Sul        | Brasil         | Estádio Cassino                                 |
| 12 de fevereiro de 2012    | Rio Grande do Sul        | Brasil         | Estádio Ferro Cavil                             |
| 17 de fevereiro de 2012    | Mato Grosso              | Brasil         | Carnaíba 2012                                   |
| 18 de fevereiro de 2012    | Abaeté                   | Brasil         | Abeaté Folia 2012                               |
| 19 de fevereiro de 2012[A] | Vinhedo                  | Brasil         | Parque Municipal Jayme Ferragut                 |
| 20 de fevereiro de 2012[B] | Divinópolis              | Brasil         | Parque de Exposições de Divinópolis             |
| 21 de fevereiro de 2012    | Guararema                | Brasil         | Guararema Folia 2012                            |
| 22 de fevereiro de 2012[C] | Porto Seguro             | Brasil         | Arena Axé Moi                                   |
| Europa                     |                          |                |                                                 |
| 24 de fevereiro de 2012    | Lisboa                   | Portugal       | Campo Pequeno                                   |
| 25 de fevereiro de 2012    | Guimarães                | Portugal       | Multiusos Guimarães                             |
| 26 de fevereiro de 2012    | Londres                  | Inglaterra     | The HMV Forum                                   |
| 1 de março de 2012         | Marz                     | Luxemburgo     | Rockhal                                         |
| 2 de março de 2012         | Madrid                   | Espanha        | Palacio de Vistalegre                           |
| 3 de março de 2012         | Barcelona                | Espanha        | Palau Sant Jordi                                |
| 4 de março de 2012         | Valencia                 | Espanha        | Plaza de Toros                                  |
| 6 de março de 2012         | Zurique                  | Suíça          | X-tra                                           |
| 8 de março de 2012         | Amsterdã                 | Países Baixos  | Amstelborgh Borchland                           |
| 11 de março de 2012        | Roma                     | Itália         | Atlantico Live                                  |
| América do Sul             |                          |                |                                                 |
| 15 de março de 2012        | Tietê                    | Brasil         | 27.ª Feira Agropecuária e Industrial de Tietê   |
| 16 de março de 2012        | Paranavaí                | Brasil         | 41.ª Expo Paranavaí                             |
| 17 de março de 2012 [D]    | Belo Horizonte           | Brasil         | Mix Garden                                      |
| 18 de março de 2012[E]     | São Paulo                | Brasil         | Arena Anhembi                                   |
| 19 de março de 2012        | São José do Rio Preto    | Brasil         | Recinto de Exposições Alberto Bertelli Lucatto  |
| 20 de março de 2012        | Indaial                  | Brasil         | FIMI                                            |
| 22 de março de 2012        | Iperó                    | Brasil         | Iperó Fest 2012                                 |
| 23 de março de 2012        | Colorado                 | Brasil         | Festa do Peão                                   |
| 24 de março de 2012        | Curitiba                 | Brasil         | Country Festival                                |
| 28 de março de 2012        | Orlândia                 | Brasil         | Orlândia Rodeio Show 2012                       |
| 29 de março de 2012        | Bragança Paulista        | Brasil         | Parque de Exposições Dr. Fernando Costa         |
| 30 de março de 2012[F]     | Cotia                    | Brasil         | Recinto Municipal de Eventos                    |
| 31 de março de 2012        | Juiz de Fora             | Brasil         | La Rocca                                        |
| 3 de abril de 2012         | Marília                  | Brasil         | Michel Teló Live                                |
| 10 de abril de 2012        | Londrina                 | Brasil         | ExpoLondrina 2012                               |
| 11 de abril de 2012[G]     | Jales                    | Brasil         | Recinto de Exposição                            |
| 12 de abril de 2012        | São Paulo                | Brasil         | Villa Country                                   |
| 13 de abril de 2012        | Volta Redonda            | Brasil         | 15.ª Festa do Peão de Volta Redonda             |
| 14 de abril de 2012[H]     | Mogi Guaçu               | Brasil         | Antiga Cerâmica Martini                         |
| 15 de abril de 2012[I]     | Catanduva                | Brasil         | Recinto de Exposições João Zancaner             |
| 19 de abril de 2012        | Itanhaém                 | Brasil         | 8.º Itanhaém Rodeo Festival                     |
| 20 de abril de 2012        | Itapetininga             | Brasil         | 43.º Expoagro de Itapetininga                   |
| 21 de abril de 2012        | Uberlândia               | Brasil         | Camaru                                          |
| 22 de abril de 2012        | Palhoça                  | Brasil         | Bairro Pagani                                   |
| 23 de abril de 2012        | Rio Negrinho             | Brasil         | Pátio da Sociedade Musical                      |
| 27 de abril de 2012        | Frederico Westphalen     | Brasil         | Expofred 2012                                   |
| 28 de abril de 2012        | Petrópolis               | Brasil         | por anunciar                                    |
| 29 de abril de 2012        | Machado                  | Brasil         | Expam 2012                                      |
| 30 de abril de 2012        | Lençóis Paulista         | Brasil         | Recinto de Exposições José Oliveira Prado       |
| 1 de maio de 2012          | Belo Horizonte           | Brasil         | Michel Teló Live                                |
| 3 de maio de 2012          | Santa Cruz das Palmeiras | Brasil         | Centro de Lazer do Trabalhador Luís Picollo     |
| 4 de maio de 2012          | Venâncio Aires           | Brasil         | Parque Municipal do Chimarrão                   |
| 5 de maio de 2012          | Xanxerê                  | Brasil         | Parque de Exposições Rovilho Bortuluzzi         |
| 6 de maio de 2012          | Betim                    | Brasil         | 24.ª Betim Rural                                |
| 8 de maio de 2012          | Silva Jardim             | Brasil         | Festa de Emancipação de Silva Jardim            |
| 10 de maio de 2012         | Carapicuíba              | Brasil         | Michel Teló Live                                |
| 11 de maio de 2012         | Pará de Minas            | Brasil         | Parque de Exposições                            |
| 12 de maio de 2012         | Ponta Grossa             | Brasil         | Centro de Eventos                               |
| 13 de maio de 2012         | Caxias do Sul            | Brasil         | Parque da Festa da Uva                          |
| 16 de maio de 2012         | Santa Maria              | Brasil         | Clube Recreativo Dores                          |
| 17 de maio de 2012         | Franca                   | Brasil         | 43.ª Expoagro                                   |
| 18 de maio de 2012         | Varginha                 | Brasil         | Parque de Exposições                            |
| 19 de maio de 2012         | Cajamar                  | Brasil         | Boiódromo Cajamar                               |
| Europa                     |                          |                |                                                 |
| 21 de maio de 2012         | Paris                    | França         | Le Zénith                                       |
| 22 de maio de 2012         | Cannes                   | França         | Vip Room                                        |
| América do Sul             |                          |                |                                                 |
| 24 de maio de 2012         | Santa Gertrudes          | Brasil         | 23.ª Festa do Peão                              |
| 26 de maio de 2012         | Goiânia                  | Brasil         | Michel Teló Live                                |
| 1 de junho de 2012         | Viçosa                   | Brasil         | Espaço Multishow                                |
| 2 de junho de 2012         | Manaus                   | Brasil         | Manaus Country Festival                         |
| 4 de junho de 2012         | Novo Hamburgo            | Brasil         | Pavilhão da Fenac                               |
| 5 de junho de 2012         | Formiga                  | Brasil         | 49.ª Expo Formiga                               |
| 6 de junho de 2012         | Lages                    | Brasil         | XXIV Festa Nacional do Pinhão                   |
| 7 de junho de 2012         | Alegre                   | Brasil         | Parque de Exposições Geraldo Santos             |
| 8 de junho de 2012         | Patos de Minas           | Brasil         | FENAMILHO 2012                                  |
| 9 de junho de 2012         | Lagoa da Prata           | Brasil         | Parque de Exposições                            |
| 10 de junho de 2012        | Ourinhos                 | Brasil         | 46.ª FAPI Ourinhos                              |
| 12 de junho de 2012        | Campina Grande           | Brasil         | São João de Campina Grande                      |
| 14 de junho de 2012        | Jaboticabal              | Brasil         | Rodeio Show Jaboticabal                         |
| 15 de junho de 2012        | Americana                | Brasil         | Festa do Peão Boiadeiro                         |
| 16 de junho de 2012        | Brumadinho               | Brasil         | Parque de Exposições                            |
| 17 de junho de 2012[J]     | Votorantim               | Brasil         | Nova Praça de Eventos Lecy de Campos            |
| 18 de junho de 2012        | Ribeirão Preto           | Brasil         | Ribeirão Mix Sertanejo                          |
| 22 de junho de 2012        | Mata de São João         | Brasil         | Espaço da Alegria                               |
| 23 de junho de 2012[K]     | São Paulo                | Brasil         | Arena Anhembi                                   |
| 24 de junho de 2012        | São Francisco do Conde   | Brasil         | Praça Brasil                                    |
| 27 de junho de 2012[K]     | Rio de Janeiro           | Brasil         | HSBC Arena                                      |
| 28 de junho de 2012        | Caruaru                  | Brasil         | São João de Caruaru                             |
| 29 de junho de 2012        | Capela                   | Brasil         | Festival São Pedro de Capela                    |
| 30 de junho de 2012        | Recife                   | Brasil         | GIO                                             |
| 2 de julho de 2012         | Eunápolis                | Brasil         | Pedrão de Eunápolis                             |
| 5 de julho de 2012         | Ribeirão Claro           | Brasil         | 16.º Fescafé                                    |
| 6 de julho de 2012         | Itapecirica da Serra     | Brasil         | Festa do Peão de Itapecirica da Serra           |
| 7 de julho de 2012         | Sertãozinho              | Brasil         | Rodeio de Sertãozinho                           |
| 8 de julho de 2012         | Araçatuba                | Brasil         | Exposição Agropecuária de Araçatuba             |
| 10 de julho de 2012        | Jacaréi                  | Brasil         | Centro de Eventos                               |
| 12 de julho de 2012        | São Gotardo              | Brasil         | Michel Teló Live                                |
| 13 de julho de 2012        | São João da Boa Vista    | Brasil         | EAPIC 2012                                      |
| 14 de julho de 2012        | Guaxupé                  | Brasil         | Expoagro Guaxupé                                |
| 15 de julho de 2012        | Paraíba do Sul           | Brasil         | Michel Teló Live                                |
| 18 de julho de 2012        | Oliveira                 | Brasil         | Parque de Exposições                            |
| 19 de julho de 2012        | Capelinha                | Brasil         | Michel Teló Live                                |
| 20 de julho de 2012        | Macaé                    | Brasil         | Michel Teló Live                                |
| 21 de julho de 2012        | Belo Horizonte           | Brasil         | Expominas                                       |
| 22 de julho de 2012        | Itapira                  | Brasil         | 35.ª Festa do Peão de Itapira                   |
| 23 de julho de 2012        | Goiatuba                 | Brasil         | 34.ª Expoagro de Goiatuba                       |
| 24 de julho de 2012        | Rondon do Pará           | Brasil         | Exporondon                                      |
| 25 de julho de 2012        | Rio Branco               | Brasil         | Parque de Exposições Marechal Castelo Branco    |
| 26 de julho de 2012        | Ariquemes                | Brasil         | 29.ª Expoari                                    |
| 27 de julho de 2012        | Porto Velho              | Brasil         | Michel Teló Live                                |
| 28 de julho de 2012        | Boa Vista                | Brasil         | Michel Teló Live                                |
| 1 de agosto de 2012        | Coari                    | Brasil         | 80 Anos de Coari                                |
| 2 de agosto de 2012        | Frutal                   | Brasil         | ExpoFrutal 2012                                 |
| 3 de agosto de 2012        | Jaguariúna               | Brasil         | Brahma Country Festival                         |
| 4 de agosto de 2012        | Pirassununga             | Brasil         | Exposhow 2012                                   |
| 5 de agosto de 2012        | Nova Lima                | Brasil         | Michel Teló Live                                |
| 7 de agosto de 2012        | Votuporanga              | Brasil         | Recinto de Exposições de Votuporanga            |
| 9 de agosto de 2012        | Sete Lagoas              | Brasil         | ExpoSete                                        |
| 10 de agosto de 2012       | Bauru                    | Brasil         | Recinto Mello Moraes                            |
| 11 de agosto de 2012       | Piracicaba               | Brasil         | Festa do Peão de Piracicaba                     |
| Europa                     |                          |                |                                                 |
| 13 de agosto de 2012       | Genebra                  | Suíça          | Geneva Arena                                    |
| 14 de agosto de 2012       | Colmar                   | França         | Colmar Parc des Expositions[L]                  |
| 17 de agosto de 2012       | Pula                     | Croácia        | Pula Arena                                      |
| 19 de agosto de 2012       | Constanta                | Roménia        | Festival Princess Summer Club                   |
| América do Sul             |                          |                |                                                 |
| 24 de agosto de 2012       | Teresópolis              | Brasil         | Parque de Exposições em Albuquerque             |
| 25 de agosto de 2012       | Cianorte                 | Brasil         | Arena Brasil                                    |
| 26 de agosto de 2012       | Campo Grande             | Brasil         | Parque das Nações Indígenas                     |
| 31 de agosto de 2012       | Braço do Norte           | Brasil         | Pavilhão da Expovale                            |
| 1 de setembro de 2012      | Blumenau                 | Brasil         | Parque Vila Germânica                           |
| 4 de setembro de 2012      | Parauapebas              | Brasil         | Parque de Exposições Lázaro de Deus Vieira Neto |
| 5 de setembro de 2012      | Pirajuba                 | Brasil         | Parque de Exposições Geraldo Alves de Brito     |
| 6 de setembro de 2012      | Leme                     | Brasil         | Parque de Exposições Orlando Arrais Seródio     |
| 7 de setembro de 2012      | Andrelândia              | Brasil         | XXXV Exposição Agropecuária de Andrelândia      |
| 8 de setembro de 2012      | Itu                      | Brasil         | Arena Maeda [M]                                 |
| 9 de setembro de 2012      | Itaquaquecetuba          | Brasil         | Parque de Exposições                            |
| 14 de setembro de 2012     | Limeira                  | Brasil         | Espaço Rodeio Limeira                           |
| 15 de setembro de 2012     | Jandira                  | Brasil         | Michel Teló Live                                |
| 16 de setembro de 2012     | Niterói                  | Brasil         | Concha Acústica de Niterói                      |
| 17 de setembro de 2012     | Itapeva                  | Brasil         | Michel Teló Live                                |
| 19 de setembro de 2012     | Porto Alegre             | Brasil         | FIERGS [N]                                      |
| 20 de setembro de 2012     | São Mateus               | Brasil         | Parque de Exposições                            |
| 21 de setembro de 2012     | São Pedro                | Brasil         | São Pedro Rodeio Festival                       |
| 22 de setembro de 2012     | São Paulo                | Brasil         | Arena Anhembi [N]                               |
| 23 de setembro de 2012     | Corumbá                  | Brasil         | Michel Teló Live                                |
| 26 de setembro de 2012     | Resende                  | Brasil         | Parque de Exposições                            |
| 27 de setembro de 2012     | Macaé                    | Brasil         | Michel Teló Live                                |
| 28 de setembro de 2012     | Cabo Frio                | Brasil         | Michel Teló Live                                |
| 29 de setembro de 2012     | Pedro Juan Caballero     | Paraguai       | Expo Amanbay 2012                               |
| 30 de setembro de 2012     | Paraguaçu Paulista       | Brasil         | 12.ª Expo Paraguaçu                             |
| 10 de outubro de 2012      | Nova Andradina           | Brasil         | Parque de Exposições Henrique Martins           |
| 11 de outubro de 2012      | Lavras                   | Brasil         | Lavras Folia                                    |
| 12 de outubro de 2012      | Marataízes               | Brasil         | Michel Teló Live                                |
| 13 de outubro de 2012      | Toledo                   | Brasil         | Expotoledo                                      |
| 14 de outubro de 2012      | Artur Nogueira           | Brasil         | Expo Artur 2012                                 |
| 17 de outubro de 2012      | São Paulo                | Brasil         | Vila Mix                                        |
| 19 de outubro de 2012      | Indaiatuba               | Brasil         | Festa do Peão de Indaiatuba                     |
| 20 de outubro de 2012      | Lins                     | Brasil         | Recinto de Exposições                           |
| 24 de outubro de 2012      | Curitiba                 | Brasil         | Wood's Bar                                      |
| 26 de outubro de 2012      | Casa Branca              | Brasil         | Michel Teló Live                                |
| 27 de outubro de 2012      | Santo André              | Brasil         | Estância Alto da Serra[O]                       |
| América do Norte           |                          |                |                                                 |
| 31 de outubro de 2012      | Orlando                  | Estados Unidos | Hard Rock Café                                  |
| América Central            |                          |                |                                                 |
| 2 de novembro de 2012      | San Juan                 | Porto Rico     | Coliseo de Puerto Rico                          |
| América do Norte           |                          |                |                                                 |
| 3 de novembro de 2012      | Boston                   | Estados Unidos | House of Blues                                  |
| 4 de novembro de 2012      | Miami                    | Estados Unidos | American Airlines Arena                         |
| América do Sul             |                          |                |                                                 |
| 10 de novembro de 2012     | Pato Branco              | Brasil         | Parque de Exposições de Pato Branco             |
| 11 de novembro de 2012     | Arujá                    | Brasil         | Arujá Fest Show                                 |
| 17 de novembro de 2012     | Cerquilho                | Brasil         | Festa de Peão                                   |
| 18 de novembro de 2012     | Sapiranga                | Brasil         | Parque do Imigrante                             |
| 23 de novembro de 2012     | Mogi das Cruzes          | Brasil         | Rancho Vacaloca                                 |
| 24 de novembro de 2012     | Porto Alegre             | Brasil         | Show Corporativo                                |
| Europa                     |                          |                |                                                 |
| 26 de novembro de 2012     | São Petersburgo          | Rússia         | Ice Palace                                      |
| 27 de novembro de 2012     | Moscou                   | Rússia         | Crocus City Hall                                |
| América do Sul             |                          |                |                                                 |
| 30 de novembro de 2012     | Santana do Livramento    | Brasil         | Estádio do 14 de julho                          |

Festivais musicais e outras performances
A Este concerto é parte da 51.ª FESTA DA UVA E A 3.ª FESTA DO VINHO DE VINHEDO.
[B]Este concerto é parte Carnaval Divinópolis 2012.
[C]Este concerto é parte do Carnaporto 2012.
[D]Este concerto é parte do Tizé Folia.
[E]Este concerto é parte do Planeta Universitário.
[F]Este concerto é parte da XV Festa do Peão de Cotia.
[G]Este concerto é parte do Facip 2012.
[H]Este concerto é parte da 13.ª ExpoGuaçu.
[I]Este concerto é parte do Catanduva Rodeo Festival 2012.
[J]Este concerto é parte da 97.ª Festa Junina Beneficente de Votorantim.
[K]Este concerto é parte do Pop Music Festival.
[L]Este concerto é parte do Festival Foire.
[M]Este concerto é parte do Rodeio Itu 2012.
[N]Este concerto é parte do Sertanejo Pop Festival.
[O]Este concerto é parte do Planeta Universitário.